# Canal+ Cinéma(s)
 (mai 2023).
Canal+ Cinéma(s), initialement Canal+ Jaune puis intitulée Canal+ Cinéma, est une chaîne de télévision thématique nationale payante française privée, consacrée à la diffusion de films et appartenant au bouquet Canal+ Ciné Séries, du Groupe Canal+ et du groupe Vivendi, lui même contrôlé par le groupe Bolloré. La version déclinée destinée à la Pologne est intitulée Canal+ Film.

## Historique de la chaîne
Canal+ Jaune est créé le 27 avril 1996 sur CanalSatellite et le câble comme programme multidiffusé de Canal+, à dominante cinématographique. La chaîne consacre 75 % de son temps d'antenne au septième art, soit 60 diffusions de films par semaine, les 25 % restants recouvrant des émissions de magazines liées au cinéma et des cases de séries ou téléfilms destinées à combler les horaires interdits au cinéma par le CSA. Les films diffusés d'origine française, européenne ou du reste du monde, doivent avoir obtenu un succès en salle et sont programmés pour leur première diffusion, moins de deux ans après leur première projection publique.
Le 28 juin 2002, Canal+ Jaune présente au CSA sa candidature à l'obtention d'une fréquence sur la TNT payante.
Dans le cadre de la création de l'offre Canal+ Le Bouquet, la chaîne change de nom le 1er novembre 2003 pour s'appeler Canal+ Cinéma. Sa candidature ayant été retenue, le CSA lui attribue une fréquence sur le multiplex R3 de la TNT payante et la chaîne commence à diffuser ses programmes le 21 novembre 2005 sur la chaîne no 33 via l'offre « Premium » de Canal+ (comprenant également les chaînes Canal+ et Canal+ Sport). Le 12 octobre 2010, Canal+ Cinéma commence à diffuser ses programmes en haute définition (HD).
Le 1er septembre 2023, la chaîne change de nom pour devenir Canal+ Cinéma(s). Présentée comme une nouvelle version de Canal+ Cinéma, la chaîne concentre désormais sa programmation sur les films de réalisateurs français et étrangers récompensés et primés dans les festivals internationaux,,,.
En 2024, Canal+ Cinéma(s) est candidate au renouvellement de sa fréquence TNT dont la licence arrive à échéance en juin 2025. La chaîne est auditionnée le 11 juillet 2024 par l'Arcom. Sa candidature est validée et figure dans la liste des chaînes pré-sélectionnées, comme l’a annoncé l'Autorité le 24 juillet 2024.
Toutefois le 5 décembre 2024, le groupe Canal+ annonce le retrait de toutes ses chaînes payantes de la TNT à compter de juin 2025. Cette décision concerne Canal+ Cinéma(s) ainsi que Canal+, Canal+ Sport et Planète+. Le groupe Bolloré n'ayant pas apprécié le retrait d'autorisation de la chaîne C8 par l'Arcom prévu pour le 28 février 2025, il décide de se retirer des offres payantes de la TNT.

## Identité graphique
Le logo de Canal+ Cinéma adopté le 20 août 2009 enlève sur le logo la marque « Canal » pour ne garder que le « + ». Depuis le 21 septembre 2013, le logo adopte de nouveau la formule graphique d'origine mais avec le mot « Canal » au-dessus du mot « Cinéma ». La chaîne conserve par ailleurs, le symbole « + » sans le mot « Canal » lors des transitions ainsi que toutes les autres chaînes du Groupe Canal+.
Le 1er septembre 2023, toutes les chaînes Canal+, dont la nouvelle déclinaison « Cinéma(s) », bénéficient d'une refonte de leur identité graphique.

Logo de Canal+ Jaune du 27 avril 1996 au 1er novembre 2003.
Logo de Canal+ Cinéma du 1er novembre 2003 au 5 mars 2005.
Logo de Canal+ Cinéma du 5 mars 2005 au 1er juillet 2006.
Logo de Canal+ Cinéma du 1er juillet 2006 au 20 août 2009.
Logo de Canal+ Cinéma HD du 12 octobre 2010 au 21 septembre 2013.
Logo de Canal+ Cinéma HD du 21 septembre 2013 au 1er septembre 2023.
Logo de Canal+ Cinéma(s) depuis le 1er septembre 2023.

### Capital
Canal+ Cinéma(s) est éditée par Canal+ SA.

## Programmes
Canal+ Cinéma(s) propose le meilleur des films récents des grands cinéastes français et étrangers, du cinéma de genre (science-fiction, films d’actions, thrillers, polars, comédies romantiques...) pour les amoureux du 7e art.
- Opérations spéciales, diffusion de plusieurs films à 21h sur un thème identique, présenté par Pierre Zéni.
- Des films d'auteurs français et étrangers, peu accès « au grand public »
- Courts-métrages : français et étrangers.
- Le Cercle cinéma : émission de débat cinéphile, diffusé tous les vendredis à 22h30 présentée par Lily Bloom.
- + de courts : émission bimensuelle sur les courts-métrages, diffusée les dimanches à 22h30 avec la voix de Pierre Zéni.

Canal+ Cinéma(s) rediffuse des films et émissions de cinéma de Canal+ :
- Coup de Cœur
- Canal+ Premières, avec la diffusion d'un film inédit jamais sorti en salle.
- Box-Office.
- Tchi tcha : émission de cinéma présentée par Laurie Cholewa
- Faut voir ! L'hebdo cinéma : émission d'actualité sur le cinéma, présenté par Antoine de Caunes (depuis 2023)
- Tête à tête(s) : émission d'interview d'une personnalité du cinéma, présenté par Laurie Cholewa (depuis 2023)
- Genre, Genres, émission cinématographique consacré aux genres dans le cinéma, présentée par Antoine de Caunes (depuis 2023)
- L'hebd'Hollywood : émission sur le cinéma américain, présentée par Didier Allouch.
- Des documentaires en lien avec le film diffusé, sur les coulisses de tournage.

Canal+ Cinéma(s) ne diffuse aucune publicité : les films et les programmes s'enchainent entrecoupés d'un jingle « + Cinéma(s) » et/ou d'une bande-annonce.

## Diffusion
Canal+ Cinéma(s) propose sa diffusion sur la TNT, via les Satellite de Canal+, via le Câble, l'ADSL ou la Fibre de SFR TV, Bouygues Telecom, Freebox TV ou La TV d'Orange, via son site internet et son application mobile MyCanal.
Elle est présente dans le bouquet Les chaînes Canal+.

### Suisse
En Suisse, Canal+ Cinéma(s) est incluse dans l'offre Essentiel de Canal+ Suisse (sur les réseaux du câble et IPTV) et de CanalSat Suisse.
| UPC Suisse | Netplus | Sunrise |
| ---------- | ------- | ------- |
| 51         | 101     | 300     |

### Audiences
En 2011, Canal+ Cinéma a obtenu 0,5 % d'audience sur le câble, l'ADSL et le satellite.